# Tomboy (musikalbum)
Tomboy är det fjärde studioalbumet av Panda Bear (artistnamnet för Noah Lennox), släppt 12 april 2011 på Paw Tracks. Det var från början tänkt att släppas under 2010, men försenades till 2011.
Flera singlar från albumet släpptes innan albumutgivningen, Lennox sade att det hjälper honom "fokusera på varje enskild låt" och att "gå vidare i proceduren". Den första singeln, "Tomboy", släpptes 13 juli 2010 på Paw Tracks. Två andra singlar släpptes även det året, "You Can Count on Me" på Domino och "Last Night at the Jetty" på FatCat Records. "Surfer's Hymn", den sista av de fyra planerade singlarna, släpptes 28 mars 2011 på Kompakt. Lennox mixade singlarna själv, men albumet mixades av Sonic Boom, tidigare medlem i Spacemen 3.

## Låtlista
| Nr  | Titel                   | Längd |
| --- | ----------------------- | ----- |
| 1.  | You Can Count on Me     | 2:33  |
| 2.  | Tomboy                  | 4:55  |
| 3.  | Slow Motion             | 4:36  |
| 4.  | Surfer’s Hymn           | 4:10  |
| 5.  | Last Night at the Jetty | 4:40  |
| 6.  | Drone                   | 4:01  |
| 7.  | Alsatian Darn           | 4:16  |
| 8.  | Scheherazade            | 3:53  |
| 9.  | Friendship Bracelet     | 5:54  |
| 10. | Afterburner             | 6:50  |
| 11. | Benfica                 | 4:11  |